# Grzegorz Tuderek
Grzegorz Konstanty Tuderek (ur. 10 marca 1938 w Księżomierzu, zm. 25 września 2024) – polski polityk, menedżer, inżynier, poseł na Sejm III i IV kadencji.

## Życiorys
W 1966 ukończył studia na Wydziale Budownictwa Lądowego Wyższej Szkoły Inżynierskiej w Warszawie. Od lat 70. pracował jako menedżer. W latach 1978–1983 był konsulem handlowym Polski w Chicago. Od 1985 do 1998 pełnił funkcję prezesa zarządu spółki akcyjnej Budimex. Był inicjatorem Klubu Wschodniego, pełnił funkcję jego prezesa, następnie został przewodniczącym rady. Należał do założycieli Polsko-Niemieckiego Centrum Młodzieży w Olsztynie, przewodniczył zarządowi tej organizacji. W 1999 został prezesem zarządu przedsiębiorstwa Beton Stal. W 1996 znalazł się na 100. pozycji listy 100 najbogatszych Polaków tygodnika „Wprost”.
Należał do Polskiej Zjednoczonej Partii Robotniczej. W 1989 bez powodzenia ubiegał się o mandat posła z listy tej partii. W 1997 został posłem III kadencji z listy ogólnopolskiej Sojuszu Lewicy Demokratycznej. Mandat sprawował do 31 grudnia 1997, rezygnując z uwagi na niemożność jego łączenia z kierowaniem spółką.
W wyborach w 2001 bez powodzenia kandydował z listy SLD-UP w okręgu rzeszowskim (dostał 5343 głosy). W 2002 zastąpił w Sejmie Tadeusza Ferenca, wybranego na prezydenta Rzeszowa. Zasiadał w Komisji Skarbu Państwa, Komisji do Spraw Unii Europejskiej oraz w Komisji Infrastruktury. W trakcie kadencji wystąpił z SLD, przechodząc do Socjaldemokracji Polskiej. Później wstąpił do Samoobrony RP, z ramienia której bezskutecznie ubiegał się o reelekcję w wyborach w 2005 (otrzymał 3981 głosów), a rok później o mandat w sejmiku mazowieckim. W maju 2006 został przewodniczącym struktur Samoobrony RP w Warszawie, z funkcji tej zrezygnował w 2007. Był twórcą programu tej partii dla Warszawy. Doradzał Andrzejowi Lepperowi w trakcie sprawowania przez niego urzędu wicepremiera. Później wystąpił z Samoobrony RP.
W marcu 2008 przystąpił do Polskiej Lewicy. Następnie wrócił do SLD, kandydował z ramienia tej partii w wyborach do Sejmu w 2011 i 2015. W 2018 kandydował natomiast na radnego stołecznej dzielnicy Ochota. W 2022 wystąpił z powstałej z przekształcenia SLD Nowej Lewicy.

## Odznaczenia
W 1997, za wybitne zasługi dla rozwoju gospodarki narodowej, został odznaczony przez prezydenta Aleksandra Kwaśniewskiego Krzyżem Oficerskim Orderu Odrodzenia Polski.